# IC 2493
IC 2493 је лентикуларна галаксија у сазвјежђу Мали лав која се налази на листи објеката дубоког неба у Индекс каталогу.
Деклинација објекта је + 37° 21' 52" а ректасцензија 9h 36m 17,5s. Привидна величина (магнитуда) објекта IC 2493 износи 13,9 а фотографска магнитуда 14,9. IC 2493 је још познат и под ознакама MCG 6-21-56, CGCG 181-65, NPM1G +37.0228, PGC 27322.